# Grootoog en Kleinoog
Grootoog en Kleinoog is een sprookje uit Groningen.

## Het verhaal
Kleinoog heeft één koe, zijn buurman Grootoog heeft veel koeien en veel meer land. Op een dag graast de koe van Kleinoog op het land van Grootoog en die waarschuwt dat hij het dier zal doodmaken als het nog een keer gebeurt. Kleinoog antwoordt dat hij dat dan maar moet doen. De koe komt opnieuw op het land en Grootoog slaat het dier dood. Kleinoog vilt het dier en neemt de koeienhuid mee naar de markt. In het bos ziet hij gauwdieven en hij doet het koeienvel om. De gauwdieven vluchten en laten hun buit achter. Kleinoog neemt het mee op een kar en vraagt de volgende dag of hij het spintvat van Grootoog mag lenen om het geld te meten.
Grootoog wil ook veel geld en vilt zijn koeien, maar op de markt krijgt hij slechts de normale prijs geboden. Hij gaat kwaad naar huis en dreigt Kleinoog te vermoorden, waarna die antwoordt dat hij dat dan maar moet doen. De boeren hebben een oude moeder en Kleinoog laat zijn moeder in zijn bed slapen, waarna Grootoog de oude vrouw 's nachts het hoofd afslaat. Kleinoog gaat met kazen naar de markt en zet zijn moeder ook op de kar. Als een heer vraagt hoe duur de kazen zijn, zegt hij dat zijn moeder een beetje doof is. De man stoot de vrouw aan, waarna haar hoofd eraf valt. De heer wil niet dat hij aangegeven wordt en geeft veel geld. Grootoog wordt opnieuw gevraagd om het spintvat en deze hoort dat zijn buurman het geld voor zijn moeder heeft gekregen.
Grootoog vermoordt zijn eigen moeder en wil haar verkopen op de markt, maar niemand wil iets bieden. Hij wil Kleinoog in een zak in het water smijten. Kleinoog zegt dat hij dat dan maar moet doen en Grootoog gaat naar huis om een polsstok te halen. Kleinoog roept en de slootgraver haalt hem uit de zak, waarna ze de zak vullen met natte aarde. Grootoog komt terug en krijgt een vieze natte rug als hij de zak in het water gooit op de brug. Grootoog ziet Kleinoog in zijn eigen huis en vraagt verbaasd hoe dit komt. Kleinoog vertelt dat hij in een land was geweest waar de dieren erg goedkoop gekocht kunnen worden. Grootoog laat zich door Kleinoog in een zak binden en wordt in het water gegooid, maar hij ziet het land niet.
Kleinoog heeft medelijden en haalt hem uit de zak, waarna Grootoog zijn buurman bekuipen wil. Kleinoog zegt dat hij dat dan maar moet doen en de ton drijft in zee en spoelt aan op een strand. Hij klopt het spongat open en strijkt er honing omheen. Een beer likt de honing en draait zich om, waarna Kleinoog zijn staart grijpt en de beer rent dan weg. Het vat valt in duigen en Kleinoog gaat naar huis. Grootoog hoort dat zijn buurman een groot schip heeft gekregen en wil dan ook ingekuipt worden. Hij wil ook nog een stuk ijzer mee en Kleinoog stopt hem in een ton. Grootoog zinkt meteen door het ijzer en niemand zag hem ooit weer.

## Achtergronden
- Het sprookje heeft overeenkomsten met De dorsvlegel uit de hemel, Kleine Klaus & Grote Klaus, Het boerke en Simeliberg. Ook zijn er overeenkomsten met Hudden en Dudden en Donald O'Neary[1]